# Abja kommun
Abja kommun (estniska: Abja vald) var en kommun i Estland. Den låg i landskapet Viljandimaa, 150 km söder om huvudstaden Tallinn. Antalet invånare var 2 125 år 2017 och arean 290 kvadratkilometer. 
Abja kommun slogs den 24 oktober 2017 samman med staden Mõisaküla och de två kommunerna Halliste och Karksi till den samtidigt nyinrättade Mulgi kommun.

## Geografi
Abja kommun låg i södra Estland utmed gränsen mot Lettland. Staden Mõisaküla utgjorde en enklav i Abja kommun. Terrängen i kommunen är platt. Vattendraget Halliste jõgi rinner utmed Abja kommuns norra gräns och riksväg 6 genomkorsar kommunen i öst-västlig riktning.

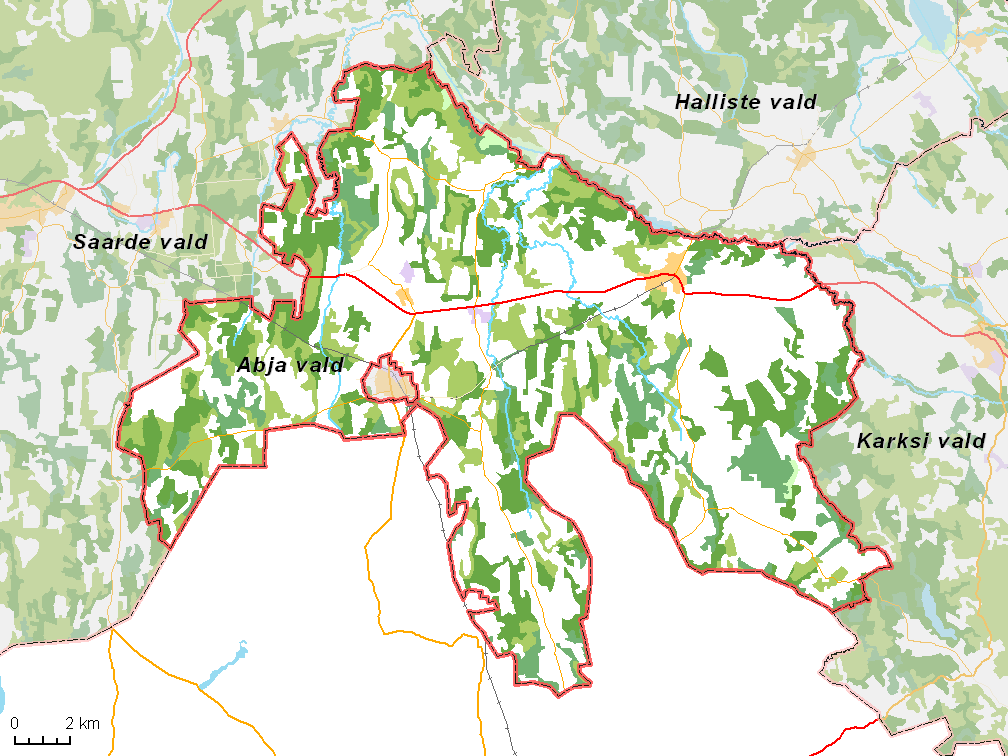
Översiktlig karta över den dåvarande kommunen.

### Orter
Centralorten Abja-Paluoja var den enda staden i Abja kommun. I kommunen fanns 15 byar:
- Abja-Vanamõisa
- Abjaku
- Atika
- Kamara
- Laatre
- Lasari
- Penuja
- Põlde
- Räägu
- Raamatu
- Saate
- Sarja
- Umbsoo
- Veelikse
- Veskimäe